# TV Japan
TV Japan est une chaîne de télévision orientée vers la diaspora japonaise en Amérique du Nord. Elle diffuse en permanence en langue japonaise. Elle est la seule chaîne de télévision japonaise disponible aux États-Unis et au Canada. TV Japon est détenu par NHK Cosmomedia America Inc, une entreprise exploitée par NHK Enterprises, qui est une filiale de Nippon Hōsō Kyōkai. Il est disponible sur de nombreux réseaux câblés aux États-Unis et au Canada et par le fournisseur par satellite Dish Network.
La chaîne diffuse divers programmes en provenance et diffusé au Japon, y compris la couverture des nouvelles complètes en japonais et en anglais. Des drames, des films, des émissions pour enfants et des divertissements sont également diffusés. TV Japon dispose également d'une large couverture des sports dont la couverture des tournois de sumo, baseball japonais ainsi que la J-League.

## Programmes
- NHK News 7
- News Watch 9
- J-MELO
- Weekend Japanology
- NHK Nodo Jiman